# 吴学蔺
吴学蔺（1909年6月1日—1985年9月7日），男，江苏武进人，中国冶金学、机械工程学家，光学仪器专家，曾任中国科学院南京天文仪器厂总工程师。

## 生平
1930年毕业于上海大同大学，1934年获卡耐基大学硕士学位。1955年当选为中国科学院院士（学部委员）。